# Günter Freiherr von Steinaecker
Günter Ferdinand Paul Freiherr von Steinaecker (* 6. Februar 1938 in Grünberg in Schlesien) ist ein deutscher Generalmajor außer Dienst des Heeres der Bundeswehr und Jurist.

## Leben
Günter Freiherr von Steinaecker trat nach dem Abitur 1958 als Reserveoffizieranwärter in die Bundeswehr ein. Er diente in Bremen beim Artillerieregiment 3. Ab 1961 studierte er an der Ruprecht-Karls-Universität Heidelberg das Fach Rechtswissenschaft. Im selben Jahr recipierte  ihn das Corps Saxo-Borussia Heidelberg. Als Inaktiver wechselte er an die Freie Universität Berlin und die Julius-Maximilians-Universität Würzburg. Er legte das erste juristische Staatsexamen ab und wurde 1969 an der Rechts- und Staatswissenschaftlichen Fakultät der Julius-Maximilians-Universität Würzburg zum Dr. jur. utr. promoviert.
1967 war er Wiedereinsteller bei der Bundeswehr. Er wurde in der Truppe als Batteriechef verwendet und absolvierte von 1970 bis 1972 den 13. Generalstabslehrgang Heer an der Führungsakademie der Bundeswehr, wo er zum Offizier im Generalstabsdienst ausgebildet wurde. Danach war er Referent für Personal- und Grundsatzfragen im Führungsstab des Heeres im Bundesministerium der Verteidigung (BMVg) in Bonn. 1975 wurde er Stabsoffizier G 3 (Operationen, Ausbildung, Übung) in der Panzergrenadierbrigade 32 in Schwanewede. 1977/78 absolvierte er das NATO Defense College in Rom. 1978/79 war er Bataillonskommandeur des Panzerartilleriebataillons 295 in Immendingen. Er wurde dann in ein Referat der Personalabteilung im BMVg in Bonn versetzt. 1981 wurde er Referatsleiter im Führungsstab der Streitkräfte. 1984 folgte seine Verwendung als Brigadekommandeur der Panzerbrigade 8 in Lüneburg. Weiterhin war er Unterabteilungsleiter und Stabsabteilungsleiter im Fü S. 1989–1991 nahm er an einem Lehrgang am Royal College of Defence Studies in London teil. Im Jahr 1991 war von Steinaecker im Rahmen eines Sonderauftrags im Bundeswehrkommando Ost in Strausberg tätig. Im Anschluss war er 1991–1993 Kommandeur der Offizierschule des Heeres in Hannover. Am 1. Oktober 1993 wurde er stellvertretender Kommandierender General des I. Korps in Münster und 1994 stellvertretender Kommandierender General des I. Deutsch-Niederländischen Corps in Münster.
Von Steinaecker ist verheiratet und Vater von zwei Kindern.